# Lawrence Livermore National Laboratory
Das Lawrence Livermore National Laboratory (LLNL) ist eine US-amerikanische Forschungseinrichtung in der Stadt Livermore, die etwa 70 km östlich von San Francisco im Norden des Bundesstaates Kalifornien liegt. Es wurde 1952 (als Lawrence Livermore Laboratory) errichtet, um im Rahmen des nationalen Verteidigungsprogramms an der Planung und Entwicklung von Kernwaffen mitzuwirken und untersteht der National Nuclear Security Administration, einer Behörde des US-Energieministeriums. Insbesondere während der Zeit des Kalten Krieges trug das Zentrum wesentlich zur Sicherheit und Zuverlässigkeit der Waffen bei. Signifikante Teile des SDI-Programms wurden am LLNL erdacht und bearbeitet. Vor allem auf dem Gebiet von Hochleistungscomputern und fortschrittlicher Lasertechniken leistete das LLNL Pionierarbeit. Das LLNL war bzw. ist Standort der bekannten IBM-Supercomputer ASC Purple, ASCI White, IBM Sequoia und Sierra.
Diese Aufgaben bestehen weiterhin. Daneben befasst sich das Zentrum mit der Entwicklung neuer Technologien zur Nutzung von Energiequellen, der Bereitstellung biologischer und umweltrelevanter Daten im Zusammenhang mit dem Einsatz verschiedener Energieformen sowie mit Forschungsarbeiten zur Nichtweiterverbreitung von Kernwaffen. Die wichtigsten Einrichtungen sind:
- Forschungseinrichtungen zur Kernfusion, siehe auch National Ignition Facility (NIF)
- Geothermische Testanlagen
- Forschungs-Computerzentrum
- Forschungs- und Testanlagen zur Felsmechanik, Chemie, Metallurgie, Meteorologie etc.

Am LLNL arbeiteten bekannte Wissenschaftler, so unter anderem der Physiker Edward Teller, der durch seine Forschungsarbeiten zur Entwicklung der Wasserstoffbombe weltweit bekannt wurde. Benannt wurde die Labor-Institution nach dem Physiker Ernest Lawrence, der seit 1931 dem Schwesterlabor in Berkeley als Direktor vorstand und dasjenige in Livermore forderte und konzipierte.

## Schwesterlabore
Das LLNL ist über vielfache fachliche und persönliche Verbindungen mit den anderen großen Labors des amerikanischen Energieministeriums vernetzt. Diese sind unter anderem:
- Lawrence Berkeley National Laboratory
- Los Alamos National Laboratory
- Sandia National Laboratories
- Idaho National Laboratory

## Direktoren
- 1952–1958 Herbert York
- 1958–1960 Edward Teller
- 1960–1961 Harold Brown
- 1961–1965 John S. Foster junior
- 1965–1971 Michael M. May
- 1971–1988 Roger E. Batzel
- 1988–1994 John Nuckolls
- 1994–2002 C. Bruce Tarter
- 2002–2006 Michael R. Anastasio
- 2006–2011 George H. Miller
- 2011–2013 Penrose C. Albright
- 2013–2014 Bret Knapp (kommissarisch)
- 2014–2021 William H. Goldstein[1]
- seit 2021 Kimberly S. Budil